# Aiga-i-le-Tai
Aiga-i-le-Tai je jedan od jedanaest distrikta u Samoi. Središte distrikta je u naselju Mulifanua.
Osim glavnog područja na otoku Upolu distrikt uključuje otočiće Manono, Apolima i maleni nenaseljeni otočić Nu'ulopa. Ti otoci leže u tjesnacu Apolima između dvaju glavnih samoanskih otoka Upolu i Savai'i. Povijesno gledano, otok Manono je bio središte distrikta. U moderno doba, glavno središte je Mulifanua u kojoj se nalazi trajektni terminal za oceansku liniju između Savai'a i Upole.  
Prema podacima iz 2001. godine u distriktu živi 4.508 stanovnika, dok je prosječna gustoća naseljenosti 167 stanovnika na km². S površinom od samo 27 km ², Aiga-i-le-Tai je najmanji distrik u zemlju, a brojem stanovnika od 4.508 samo je distrikt Va'a-o-Fonoti manji.